# Metleucauge dentipalpis
Metleucauge dentipalpis is een spinnensoort in de taxonomische indeling van de strekspinnen.
Het dier behoort tot het geslacht Metleucauge. De wetenschappelijke naam van de soort werd voor het eerst geldig gepubliceerd in 1875 door Kroneberg.